# Culdeer
Die Culdeer oder Célí Dé (altirisch „Vasallen Gottes“, anglisiert Culdees) bildeten im Hochmittelalter einen klösterlichen Orden mit Ansiedlungen in Irland und Schottland. Als Ordensgründer wird der irische Abt Máel Ruain vermutet. In frühen irischen Manuskripten ist der Name mit Cele De (die „geschworenen Verbündeten Gottes“) belegt. Später wurde die Bezeichnung zu Coli dei latinisiert, abgeleitet von culdei nach Hector Boece (1465–1536), welches allgemein Mönche und Einsiedler bezeichnete.

## Culdeer in der Literatur
Protestantische und besonders presbyterianische Schriftsteller romantisierten die Culdeer lange Zeit als einfache Einsiedler, die sich – frei von römischen Einflüssen – in einem entfernten Winkel Westeuropas ein urtümliches Christentum bewahrt hatten. Diese Anschauung entsprach einer von Thomas Campbell zu Beginn des 19. Jahrhunderts in der Schrift Reullura beleuchteten Sichtweise Frieden ihren Schatten:

„Die reinen, ersten Culdeer waren die frühesten Gottespriester von Albyn (England), ehe noch eine der Inseln ihrer Meere durch den Fuß eines sächsischen Mönchs betreten wurde.“

Eine andere Sichtweise, ebenso veröffentlicht wie jene des Hector Boece in seiner lateinischen Geschichte Schottlands (1516), bezeichnet sie im 9. bis 12. Jahrhundert als die direkten Nachfolger der organisierten irischen Mönche von Iona (6.–8. Jahrhundert).
Sowohl diese als auch andere Ansichten wurden von William Reeves (1815–1892), dem Bischof von Down, Connor und Dromore widerlegt.
Es wurden bis heute nur sehr wenige vertrauenswürdige Informationsquellen überliefert, aber es scheint zumindest wahrscheinlich, dass die Liturgie dem Vorbild Chrodegangs, des Erzbischofs von Metz († 766), folgten. Chrodegang hatte Regeln für liturgische Gesänge und das kanonische Leben von Weltgeistlichen (Regula canonicorum) aufgestellt. Seine Liturgie wurde von irischen Mönchen aus dem nordöstlichen Gallien aufgenommen und in ihrer ursprünglichen Heimat verbreitet. Die dort ansässigen irischen Einsiedler wurden damit an die Regeln und Vorschriften der Klöster gebunden.

## Aufgaben und Gemeinschaften
Die Culdeer lebten in klösterlicher Weise, wenn auch nicht an Mönchsgelübde gebunden, und scheinen sich besonders der Fürsorge für die Armen und die Kranken gewidmet zu haben. Sie interessierten sich offenbar besonders für den musikalischen Teil der Anbetungen.
Jedes einzelne Kloster für sich war unabhängig und wurde von einem Abt an der Spitze autark kontrolliert, Crínán von Dunkeld, der Großvater von Malcolm Canmore, war sogar ein Laienabt.
Laut Beschreibungen waren die Klöster in einen priesterlichen und einen weltlichen Teil getrennt, in dem ledige und verheiratete Mitglieder zusammen lebten. Ihr Leben ähnelte jenem der weltlichen Gemeinschaften Englands und des Kontinents, denn sie lebten dort mehr oder minder isoliert zusammen. Die Überlieferung besagt weiterhin, dass sogar die klerikalen Mitglieder verheiratet waren, allerdings lebten sie, anders als die Priester der Ostkirche, während ihrer Zeit des priesterlichen Dienstes getrennt von ihren Frauen.

## Geschichte

### Allgemein
Die Culdeer entstanden den schriftlichen Nachweisen nach um 800 in Irland und verbreiteten sich von dort aus über Monasterien nach Schottland und vereinzelt nach England. Aus dem Frühmittelalter ist der Mönch und Dichter Blathmac mac Con Brettan bekannt, der stark von Célí Dé beeinflusst war. Das Hochmittelalter gilt als das wichtigste Zeitalter in der Geschichte des Ordens. Da den Gemeinschaften aber insgesamt eine gefestigte Struktur in Form und Leitung fehlte, neigte die Kirche der Culdeer allgemein jedoch bereits im Hochmittelalter zum Verfall.
Im 12. Jahrhundert wurde die keltische Kirche nach römischem Muster völlig umgestaltet. In diesem Prozess verloren die Culdeer als Orden auch jene Besonderheiten und Eigenarten, die ihnen zu früheren Zeiten zugeschrieben wurden: Sie wurden ebenso wie der weltliche Klerus einheitlich unter die kanonischen Regeln Roms gebracht, denn die Bilder, die wir von ihrem Leben im zwölften Jahrhundert erhalten, unterscheiden sich beträchtlich von jenen vergangener Jahrhunderte.
Es gibt nirgendwo anders eine solch gezeigte teilweise Unabhängigkeit von Rom als jene, die in St. Andrews von den Culdee erfahren und gelebt wurde, vielleicht auch deswegen, weil die Bewilligung des Bischofs durch eine königliche Urkunde unterstützt wurde.
Regelmäßig wurden neue kanonische Regeln Roms bekannt und einige der Culdeer schlossen sich daher fortlaufend den in jenen neuen Regeln gegründeten Orden an. Denjenigen der Culdeer, die diesen Anschluss aber ablehnten, wurde seitens der Äbte der bisherigen Klöster eine lebenslange Rente gewährt und sie verweilten so weiterhin als eine getrennte und eigenständige, aber beständig abnehmende Gemeinschaft bis zum Anfang des 14. Jahrhunderts. In jenem Jahrhundert verschwanden sie, da sie von der Wahl des Bischofs ausgeschlossen waren.

### Culdeer in Irland
Im Laufe des neunten Jahrhunderts fanden neun Orte in Irland, darunter Armagh, Clonmacnoise, Clones, Devenish und Sligo, als Klöster Erwähnung, an denen die Gemeinschaften der Culdeer wie eine Art Anhang zu den üblichen klösterlichen Einrichtungen gegründet wurden.
Óengus mac Óengobann, genannt der Culdee, lebte im letzten Viertel des 8. Jahrhunderts und ist als Autor Félire Óengusso mit „Das Martyrium von Óengus“ bekannt.
Máel Ruain (Maelruan, gest. 792), unter dem Óengus lebte, verfasste eine Regel für die Culdeer von Tallaght mit vorgeschriebenen Gebeten, Fasten, Andachten, Beichte und Buße. Es fehlen aber Hinweise, dass diese Regel auch in anderen Klöstern allgemein benutzt wurde. Nach dem Tod von Maelruan wurde Tallaght vergessen und der Name Celi De verschwand aus den irischen Annalen bis 919. Dort steht in den Annalen der vier Meister aufgezeichnet, dass Armagh von den Dänen geplündert wurde und nur die Häuser des Gebetes, des „Volkes Gottes, das sind die Ceile-De“, verschont wurden. Nachfolgende Einträge in den Annalen zeigen, dass es auch Culdeer in Clonmacnoise, Klone und in Clondalken um Monahincha in Tipperary und Scattery Island gab. Weltliche Priester nahmen den Namen der Culdeer an, lebten in der Gemeinschaft und unterzogen sich der klösterlichen Disziplin, wenn auch nicht vom klösterlichen Gelübde gebunden. Am Clones, Devenish und Scattery Island sind der Name „Culdee“ und „Kanon“ austauschbar.
Von den dänischen Kriegen betroffen, verschwanden die Culdee-Häuser Clondalken und Clones ganz. In Clonmacnoise um das elfte Jahrhundert waren die Culdees Laien und verheiratet, während diejenigen in Monahincha und Scattery Island reguläre Chorherren waren. In Armagh wurden in der Kathedrale im zwölften Jahrhundert reguläre Chorherren eingeführt und hatten Vorrang vor den Culdeer, sechs an der Zahl, ein Prior und fünf Vikare.
Diese führten immer noch ein gemeinsames Leben, mit der Feier des Gottesdienstes und der Pflege des Kirchengebäudes: Sie hatten getrennte Ländereien und manchmal Abgaben der Pfarreien.
Wenn ein Kapitel gebildet wurde, so um 1160, füllte der Prior das Amt des Vorsänger aus, wobei seine Brüder-Vikare den Chor bildeten und er selbst in der Stufe im Kapitel neben dem Kanzler war.
Er wurde von seinen Brüdern Culdeer gewählt und bestätigt durch das Primat und hatte eine Stimme bei der Wahl des Erzbischofs durch seine Position in diesem Kapitel.
Ulster war die letzte der irischen Provinzen, die unter englische Herrschaft gebracht wurde, daher haben die Culdeer in Armagh ihre Brüder in ganz Irland lange überlebt. Die Culdeer von Armagh hielten bis zur Auflösung im Jahre 1541 aus und lebten 1627 kurzzeitig wieder auf; bald danach ging ihr altes Eigentum an die Chorpfarreien der Kathedrale von Armagh über.

### Culdeer in Schottland
Nachdem in Schottland die Mönche von Iona vom Pictenkönig Nechtan, dem Sohn von Derile, im Jahr 717 vertrieben worden waren, wurden die dadurch entstandenen Lücken nicht von den römischen Mönchen, die sich im Norden von Northumbria verbreiteten, sondern zum Ende des achten Jahrhunderts von Culdees aus Irland gefüllt.
Die Haupthäuser der Klöster in Schottland jener Zeit waren bei St Andrews, Scone, Dunkeld, Loch Leven, Monymusk in Aberdeenshire, Abernethy und Brechin.
Die Culdeee von Lochleven lebten auf St. Serf’s Inch, einer Insel, die ihnen vom pictischen Prinzen Brude um 850 gegeben worden war.
Im Jahr 1093 übergaben sie ihre Insel dem Bischof von St. Andrews als Gegenleistung für Essen und Kleidung, aber Robert, der 1144 Bischof werden würde, übergab alle ihre Roben, Bücher und anderes Eigentum zusammen mit der Insel an die kürzlich gegründeten kanonischen Regularien, in dem die Culdeer wahrscheinlich vereinigt wurden und in denen sie letztendlich aufgingen.
Ungefähr um das Jahr 1100 gab es zu St. Andrews dreizehn von Culdees gehaltene Einrichtungen mit erblicher Amtszeit.
Bei den Einnahmen wurde in den Einrichtungen offenbar mehr Bedacht auf den eigenen Wohlstand und Erweiterung des Ordens als auf Dienstleistungen der Kirche oder gar Bedürfnisse des Volkes gelegt. Eine von Königin Margareta von Schottland dringend für erforderlich gehaltene Reform wurde von ihren Söhnen Alexander I. und David I. durchgeführt; allmählich ging die ganze Position im 12. Jahrhundert in die Hände von Thorgaut, dem ersten Bischof von St. Andrews, und seinen Nachfolgern im Bistum über.
Die Culdee von Monymusk waren ursprünglich vielleicht eine Kolonie von St Andrews und wurden als kanonisches Regularium des Augustinerordens am Anfang des 13. Jahrhunderts geführt und diejenige von Abernethy folgte im Jahr 1273.
In Brechin, wie Abernethy für seinen runden Turm berühmt, halfen der Prior der Culdeer und seine Mönche das Domkapitel der 1145 durch König David I. gegründeten Diözese zu bilden, welches sie bis ins 14. Jahrhundert einnahmen.
Der Name der Culdee ist bis heute im Namen der größten Stadt der schottischen Council Area Fife, Kirkcaldy („die Kirche der Culdee“) verewigt. Die Culdee-Kapelle in derselben Council Area östlich von St Andrews kann vom Nordosten aus von der dortigen zerstörten Kathedrale und Stadtmauer gesehen werden. Sie wurde der „heiligen Maria auf dem Felsen“ (St. Mary on the Rock) gewidmet und zeichnet sich durch ihre kreuzförmigen Ruinen aus. Durch die lokalen Kirchen von St Andrews wurde sie für ihren Ostermorgendienst genutzt.

### Culdeer in England und Wales
Ähnliche Integrationen sind für das Verschwinden der Culdees Yorks, hervorgerufen durch die Kanons der Peterskirche um 925 und jener von Snowdon und der Insel Bardsey im nördlichen Wales, die durch Giraldus Cambrensis in seinem Speculum Ecclesiae und Itinerarium (um 1190) erwähnt werden, verantwortlich. Die ehemalige Gemeinschaft soll nach Giraldus Cambrensis von den gierigen Zisterziensern bedrängt worden sein. Die obigen Orte scheinen die einzigen zu sein, in denen die Culdees in England und Wales aufgefunden wurden.

### Culdeer im Nordatlantik
Das isländische Landnámabók („Buch der Ansiedlungen“) erwähnt, dass die Normannen irische Priester in Island vorfanden; sie hätten über Glocken und Bischofsstäbe verfügt. Das wird auch in den Arbeiten von Dicuil angedeutet. Die Normannen nannten die Priester Papar, ein Begriff der in vielen Ortsnamen von Orkney, Shetland, Färöer und Island wiedergefunden werden kann. Die traditionellen Schriften besagen, dass die Papar Island mit dem Aufkommen der Normannen verließen. Es ist vorstellbar, dass ihr Einfluss die Ausbreitung des Christentums in Island unterstützte.
Weitere Spekulationen sehen in den Culdees die ersten Europäer, die in Amerika gelandet sein könnten. Als wichtigster Anhaltspunkt für diese These gelten dabei die Bienenkorbhütten aus mehr als 275 Steinen in Maine, New Hampshire, und an anderen Orten in Neuengland. Bienenkorbhütten sind aus Trockenmauern mit einem Kraggewölbe-Dach gebaute Steinhütten, die für die britischen Inseln typisch sind. Diese Gebäude sind teilweise bis heute gut erhalten und ähneln der Culdee-Architektur in Irland und Schottland im frühen Mittelalter und früher. Es existieren jedoch keine Anhaltspunkte dafür, dass mittelalterliche „Mönche“ beispielsweise für die Bauten der bekannten Fundstelle von Gungywamp in Connecticut verantwortlich sein könnten.